# ياراماز
ياراماز  قرية سوريّة تتبع إداريّاً لمحافظة حلب منطقة عين العرب ناحية صرين، بلغ تعداد سكانها 45 نسمة حسب التعداد السكاني لعام 2004.